# 北海道ファッション専門学校
北海道ファッション専門学校（ほっかいどうファッションせんもんがっこう）は、北海道札幌市北区北15条西4丁目にある専門学校。学校法人宮島学園が運営している。

## 概要
北海道知事法人認可校。宮島初子が1937年に設立したファッション洋裁塾が前進の専門学校。道内で最も古い専門学校の一つである。現学長は長野久之。姉妹校に、1975年に設立された北海道調理師専門学校と1998年設立の北海道製菓専門学校がある。

## 沿革
- 1937年 ファッション洋裁塾創立
- 1947年 全道30余系統の要望により、各分院開設
- 1948年 北海道知事の認可により、通信教育を開始
- 1976年 ファッションドレスメーカー専門学校と改称
- 1983年 最優秀卒業生を表彰する「宮島初子賞」制定
- 1994年 日ロ友好ファッションショー開催（海外での初のファッションショー）
- 2000年 第二校舎新設
- 2001年 実体験学習店舗オープン
- 2002年 宮島学園・サハリン文化基金友好ファッションショー開催
- 2013年 北海道ファッション専門学校に改称

## 設置学科
- 服装総合科（2年制）
  - メイキングコース
  - ビジネスコース
- 服飾研究科（3年制）
  - クリエイティブコース
  - ブランディングコース
- 販売速成科（1年制）
  - ショップスタッフコース